# Клинцівський район
Клинцівський муніципальний район (рос. Клинцовский район) — адміністративна одиниця на південному заході Брянської області, Російська Федерація. Адміністративний центр — місто Клинці.

## Географія
Площа району — 1291 км². Основні водойми - річки Іпуть, Унеча, Туросна.

## Історія
5 липня 1944 року Указом Президії Верховної Ради СРСР була утворена Брянська область, до складу якої, разом з іншими, був включений і Клинцівський район.

## Демографія
Населення району становить 19,8 тис. осіб. Усього в районі налічується 115 населених пунктів.

## Відомі люди

### Мешкали
- Борозна Іван Іванович — генеральний бунчужний. Вихованець Києво-Могилянської академії.
- Борозна Іван Лаврентійович — значковий товариш та наказний полковник Стародубського полку, бунчуковий товариш.